# Argumentum ad hominem
L'argumentum ad hominem ("argomento contro l'uomo") è una strategia della retorica con la quale ci si allontana dall'argomento della polemica contestando non l'affermazione dell'interlocutore, ma l'interlocutore stesso. 
(Tito Livio, Ab Urbe condita, Libro 34, 5)
Tale strategia retorica veniva utilizzata frequentemente nella sofistica ed è molto utilizzata anche ai giorni nostri nelle discussioni politiche e nelle polemiche giornalistiche. Le affermazioni ad hominem non appartengono necessariamente al registro degli insulti e costituiscono, in ogni caso, una delle tecniche più utilizzate in retorica.

## Effetto diversivo
Le argomentazioni ad hominem fanno parte delle tecniche dilatorie o fuorvianti chiamate ignoratio elenchi. Di fatto sono manovre diversive (a volte indicate in francese chiffon rouge o in inglese red herring), che distolgono l'attenzione dall'argomentazione centrale per puntarla su temi collaterali o estranei alla discussione. Per esempio: «Bisognerebbe eliminare quel parco pubblico per risolvere il problema degli alloggi» (Non c'è prova che l'eliminazione del verde sia la soluzione del problema abitativo).
Diverso è l'argumentum ad personam dove, invece di controbattere gli argomenti dell'interlocutore lo si attacca screditandolo, minacciandolo o deridendolo (es.: "Chi sostiene che la recessione continuerà è un uccello del malagurio"). In tali casi si viola il precetto di Montaigne secondo cui occorre evitare di confondere le nostre azioni con il nostro essere:
(Michel de Montaigne, Saggi, III libro, capitolo "Del governare la propria volontà")

## La fallacia logica dell'argomentum ad hominem
Un argomento ad hominem si costruisce, prevalentemente, nella seguente maniera:
1. A afferma la proposizione X
2. Si attacca A o una circostanza che lega A ed X
3. Quindi: la proposizione X è falsa

La fallacia logica degli argomenti ad hominem è evidente (un argomento è vero o falso a prescindere da chi lo sostiene) ma spesso è facile cadere nel tranello di tali argomentazioni, che distolgono l'attenzione dall'argomento X spostandola su A.
Esempio:
1. A è vegetariano.
2. Anche Hitler era vegetariano e quindi A è come Hitler.
3. Quindi: essere vegetariani è ingiusto.

L'esempio sopra riportato è anche una "reductio ad Hitlerum" (espressione ironica coniata negli anni '50 da Leo Strauss) ovvero una tattica di dialettica politica che mira a squalificare un interlocutore comparandolo ad un personaggio malvagio (idealmente, Adolf Hitler).

## Tipologie

### Ad personamoAd hominem diretta
L'attacco è rivolto ad personam, direttamente a qualità della persona che non sono rilevanti alla tesi in oggetto. Dunque vi è uno spostamento di indice referenziale. Nell'argumentum ad personam si comprende l'insulto e l'invettiva.
Esempi:
- "Tu sostieni che Dio non esiste, ma tanto non capisci niente!"
- "Secondo te Dio esiste? Be’, perché sei ignorante!"

### Circostanziale
Invece di criticare l'affermazione si rilevano circostanze della persona rispetto alla tesi esposta.
Esempi:
- "La recensione ha dato un voto troppo basso a Y perché chi l'ha redatta è noto per preferire altri tipi di prodotti."
- "Sostiene che è pericoloso abbronzarsi perché lui ha la pelle molto chiara"
- "L'amministrazione Bush ha mentito sulle armi di distruzione di massa in Iraq, quindi anche l'11 settembre 2001 è un complotto"

### Tu quoque
Il tu quoque (o anche ad hominem tu quoque) sottolinea che la persona non è congruente in quanto non fa quello che dice.
Esempi:
- "Tu dici che dovrei smettere di bere, ma sappiamo bene che hai avuto problemi di alcool anche tu!"
- "Non sopporto questa città: è orribile." "Perché non te ne vai?"

### Avvelenare il pozzo
La tecnica dell'avvelenamento del pozzo è una forma di argumentum ad hominem preventivo. A differenza dei precedenti tipi la tesi da contrastare non è ancora stata espressa, ma si crea un pregiudizio verso il proprio avversario.
Esempi:
- "L'ergastolo non è una pena valida e solo un mostro può affermare il contrario" (forma diretta).
- "Dirai senz'altro che ho torto se affermo che è giusto mangiare sempre carne, visto che la tua ragazza è vegetariana" (forma circostanziale).

### Tone policing
Il tone policing (o tone argument) è un tipo di argumentum ad hominem che mira al tono di un'argomentazione anziché al suo contenuto fattuale o logico, al fine di respingere l'argomentazione di qualcuno. Ignorando la verità o la falsità di un'affermazione, il tone policing si concentra invece sull'emozione con cui viene espressa. Questa è una fallacia logica, perché una persona può essere arrabbiata pur essendo razionale.